# Melanocamenta bomuana
Melanocamenta bomuana är en skalbaggsart som beskrevs av Brenske 1899. Melanocamenta bomuana ingår i släktet Melanocamenta och familjen Melolonthidae. Inga underarter finns listade i Catalogue of Life.